# Cate Kennedy
Cate Kennedy, född 1963 i Louth, Lincolnshire, England, är en australisk författare vars poesi, noveller och romaner alla blivit prisbelönta. Romanen The World Beneath rönte stor uppmärksamhet och vann bland annat People’s Choice Award i NSW Premier’s Literary Awards 2010. Hennes noveller har bland annat publicerats i The New Yorker.

### Poesi och novellsamlingar
- The Taste of River Water, (Scribe, 2011) ISBN 978-1-921844-00-3
- Signs of Other Fires, (Five Islands Press, c2001) ISBN 0-86418-728-9
- Joyflight (Interactive Press, 2004) ISBN 1-876819-26-X API review
- Dark Roots, (Scribe, 2006) ISBN 1-920769-99-4 review
- Crucible and Other Poems, (Picaro Press, 2006)

### Memoarer
- Sing, and Don't Cry : a Mexican Journal, (Transit Lounge, 2005) ISBN 0-9750228-1-4

### Publicerade noveller
- 'Cold Snap', (in Dark Roots), published in The New Yorker (as "Black Ice") on 11 september 2006

### Romaner
- 'The World Beneath' (Scribe, 2009) ISBN 978-1-921372-96-4

### Redaktör
- Labour of love : tales from the world of midwives, med Amanda Tattam (Macmillan, 2005)
- Love & desire : four modern Australian novellas (Five Mile Press, 2007)